# Niederheimbach (Much)
Niederheimbach ist ein Ortsteil der Gemeinde Much im Rhein-Sieg-Kreis.

## Lage
Niederheimbach liegt im Markelsbachtal. Nachbarorte sind Markelsbach im Südosten, Oberheimbach im Osten und Hetzenholz im Westen.

## Geschichte
Die ältesten Häuser von Niederheimbach wurde um 1650 erbaut.
1901 hatte der Weiler 33 Einwohner. Hier lebten die Haushalte Wilhelm Büth, Conrad Frings, Peter Johann Merten, Johann und Stephan Müller, Robert Salget, Peter Josef Schneider und Peter Josef Wirges. Bis auf den Lehrer a. D. Salget waren alle im Dorf Ackerer.